# 대경 (서하 경종)
대경(大慶)은 하국왕(夏國王) 이원호(李元昊)의 치세에 쓰던 연호이다.

## 연대 대조표
| 대경        | 원년           | 2년            | 3년                            |
| 서기 (西紀) | 1036년         | 1037년         | 1038년                         |
| 간지 (干支) | 병자(丙子)     | 정축(丁丑)     | 무인(戊寅)                     |
| 북송 (北宋) | 경우(景祐) 3년 | 경우(景祐) 4년 | 경우(景祐) 5년 보원(寶元) 원년 |

## 같이 보기
- 다른 왕조의 같은 연호
  - 쩐 왕조(陳朝) 다이카인(大慶, 1314년 ~ 1323년)

- 중국의 연호 목록

| 이전 연호 광운(廣運) | 중국의 연호 서하(西夏) | 다음 연호 천수예법연조 (天授禮法延祚) |